# Tonga külkapcsolatai

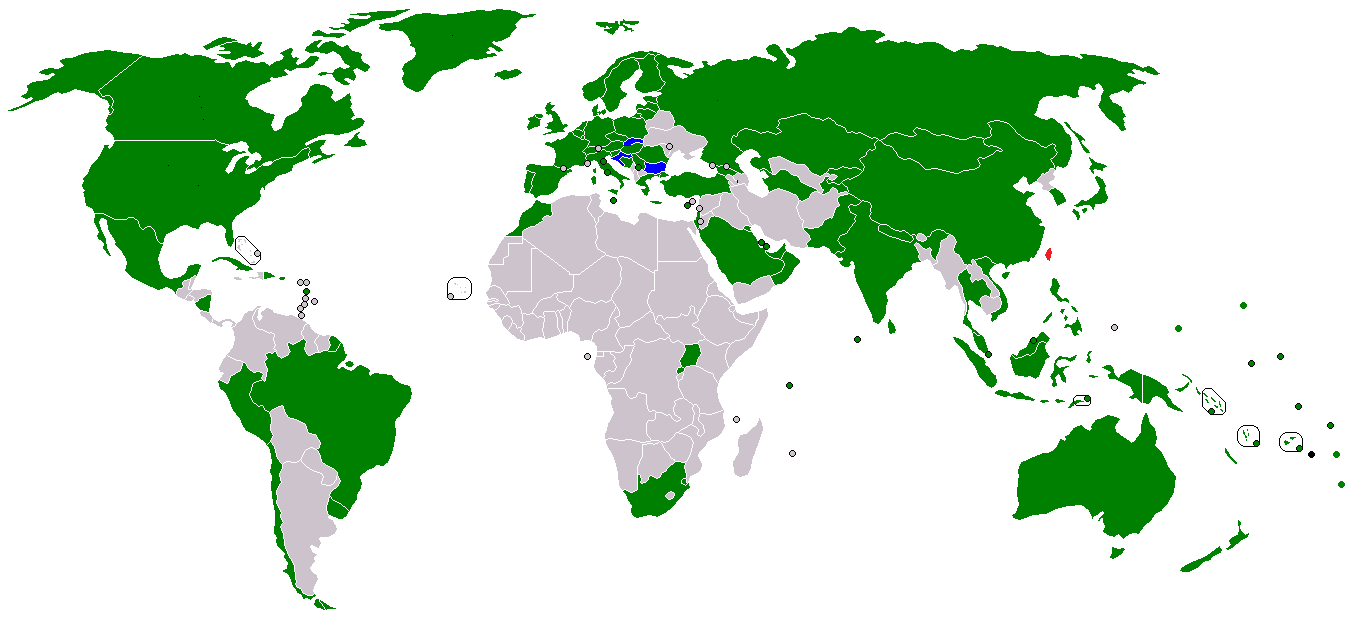
Tonga (fekete) külkapcsolatai:
Államok, melyek hivatalos diplomáciai kapcsolatban állnak Tongával
Az Európai Unió azon tagállamai, melyeknek saját diplomáciai kapcsolatuk nincs tongával
Államok melyek megszakították a diplomáciai kapcsolatot Tongával

Tonga (tongaiul Puleʻanga Fakatuʻi ʻo Tonga), hivatalosan Tongai Királyság az óceániai Polinéziában, a Tonga-szigeteken fekvő állam, amely három kisebb szigetcsoportot foglal magában. Szigetei részben vulkáni eredetűek, részben korallképződmények.
A régészek szerint már i. e. 1000 körül is lakott volt. A feltehetően ausztronéz nyelvű népesség a Lapita kultúrkörhöz tartozott. Az első telepesek érkezési ideje vitatott, de újabban egyetértenek abban, hogy i. e. 826 körül alapították az első várost, Nukulekát. Az európaiak megérkezése előtti történelemről nem sokat tudunk, mivel nem ismerték az írást, ezért történeteik szóban hagyományozódtak át.
A 10. századot követően a Tongai Királyság hatalma, amelynek központja Tongatapu volt, Polinézia (Niue, Új-Kaledónia) számottevő részére kiterjedt. A 12. századtól a Tuʻi Tonga még nagyobb területen uralkodott; hozzá tartozott Szamoa, Rotuma, Wallis és Futuna, és Tikopia is.
1616-ban a hollandok fedezték fel a szigeteket, pontos ismeretekkel Abel Tasman szolgált. Willem Schouten és Jacob Le Maire az északi Niuatoputapu szigeten kötött ki, Tasman 1643-ban Tongataput és Haʻapait látogatta meg. 1773-ban James Cook a szigeteket Friendly Islandsnek, azaz barátságos szigeteknek nevezte el. Éppen az ʻinasi ünnepségre érkezett, ahol az első gyümölcsöket átadták a szakrális uralkodónak. William Mariner író szerint a főnökök meg akarták ölni Cookot a szüret alatt, de végül nem tudtak egy közös tervben megegyezni. Cook 1774-ben és 1777-ben is meglátogatta Tongát. A spanyol Alessandro Malaspina 1793-ban érkezett. A térítés 1797-ben kezdődött.
1845-ben az ifjú Tāufaʻāhau szónok és hadvezér újra egyesítette Tongát. Megtartotta a Tuʻi Kanokupolu főnöki címet, de 1831-ben megkeresztelkedett, és felvette a Siaosi (György) nevet.
1866-ban Németország és Nagy-Britannia elismerte a királyságot. 1875-ben a király alkotmányos monarchiává nyilvánította az országot, és formálisan alkalmazkodott az európai alkotmányos berendezkedéshez. Korlátozta a főnökök hatalmát, felszabadította a jobbágyokat és a rabszolgákat, törvénykönyvet adott ki, és biztosította a szólás- és sajtószabadságot.
Az ország 1900. május 18-án brit protektorátus lett, amikor tongai törzsfőnökök és európai telepesek megpróbálták elűzni a második királyt. A szerződés következményeként Nagy-Britannia egy konzullal képviseltette magát. Tonga szuverén ország maradt, és a Csendes-óceán államai között egyedüliként sosem adta fel monarchikus államformáját, és máig (2023) ugyanaz a királyi család uralkodik rajta.
1970-ben formálisan is elnyerte függetlenségét, és csatlakozott a Nemzetközösséghez, de a szokásostól eltérően helyi uralkodóval. 1999 óta az ENSZ tagja. A Csendes-óceán szigetvilágában egyedülállóan mindig helyiek uralkodtak Tongán, ami hozzájárul az ország népének nemzeti büszkeségéhez és megalapozza a bizalmat a királyi házban. A későbbiekben számos kétoldalú egyezményen túl Tonga tagja lett többek között az ENSZ-nek (1999). Alapító tagja a Csendes-óceáni Fórumnak, tagja a Csendes-óceáni Közösségnek. Az ENSZ 92 tagállamával van diplomáciai kapcsolata.

## Tongával diplomáciai kapcsolatban álló országok (95)

### ENSZ tagállam országok (92)
|     | Állam                     | Diplomáciai kapcsolat felvételének dátuma          | Megjegyzések |
| --- | ------------------------- | -------------------------------------------------- | --- |
| 1.  | Fidzsi-szigetek           | diplomáciai kapcsolat, ismeretlen időpontban kötve | A Nemzetközösség tagja. A Csendes-óceáni Fórum tagja. A Csendes-óceáni Közösség tagja.                                                                 |
| 2.  | Kiribati                  | diplomáciai kapcsolat, ismeretlen időpontban kötve | A Nemzetközösség tagja. A Csendes-óceáni Fórum tagja. A Csendes-óceáni Közösség tagja.                                                                 |
| 3.  | Nauru                     | diplomáciai kapcsolat, ismeretlen időpontban kötve | A Nemzetközösség tagja. A Csendes-óceáni Fórum tagja. A Csendes-óceáni Közösség tagja.                                                                 |
| 4.  | Szamoa                    | diplomáciai kapcsolat, ismeretlen időpontban kötve | A Nemzetközösség tagja. A Csendes-óceáni Fórum tagja. A Csendes-óceáni Közösség tagja.                                                                 |
| 5.  | Tuvalu                    | diplomáciai kapcsolat, ismeretlen időpontban kötve | A Nemzetközösség tagja. A Csendes-óceáni Fórum tagja. A Csendes-óceáni Közösség tagja.                                                                 |
| 6.  | Egyesült Királyság        | 1970. június 4.                                    | Tonga korábbi gyarmattartó országa. Az ENSZ Biztonsági Tanácsának állandó tagja. A Nemzetközösség tagja. A NATO tagja.                                 |
| 7.  | Új-Zéland                 | 1970. június 4.                                    | A Nemzetközösség tagja. A Csendes-óceáni Fórum tagja. A Csendes-óceáni Közösség tagja.                                                                 |
| 8.  | Japán                     | 1970. július 10.                                   | |
| 9.  | Dél-Korea                 | 1970. szeptember 11.                               | |
| 10. | Ausztrália                | 1970. december 3.                                  | A Nemzetközösség tagja. A Csendes-óceáni Fórum tagja. A Csendes-óceáni Közösség tagja.                                                                 |
| 11. | India                     | 1970. december 23.                                 | A Nemzetközösség tagja. Az Arab Liga megfigyelő státuszú tagja.                                                                                        |
| 12. | Kanada                    | 1971. június 11.                                   | A Nemzetközösség tagja. A NATO tagja. |
| 13. | Franciaország             | 1971. július 16.                                   | Az ENSZ Biztonsági Tanácsának állandó tagja. A NATO tagja. Az Európai Unió tagja.                                                                      |
| 14. | Belgium                   | 1971. augusztus 16.                                | A NATO tagja. Az Európai Unió tagja. |
| 15. | Amerikai Egyesült Államok | 1972. november 6.                                  | Az ENSZ Biztonsági Tanácsának állandó tagja. A NATO tagja. A Csendes-óceáni Közösség tagja.                                                            |
| 16. | Svédország                | 1974. január 21.                                   | A NATO tagjelöltje. Az Európai Unió tagja. |
| 17. | Oroszország               | 1975. október 2.                                   | Az elismerést a Szovjetunió tette, melynek Oroszország a jogutódja. · Az ENSZ Biztonsági Tanácsának állandó tagja. · Az OIC megfigyelő státuszú tagja. |
| 18. | Hollandia                 | 1975. november 4.                                  | A NATO tagja. Az Európai Unió tagja. |
| 19. | Törökország               | 1976. január 26.                                   | Az OIC tagja. A NATO tagja. Az Európai Unió tagjelöltje.                                                                                               |
| 20. | Luxemburg                 | 1976. november 1.                                  | A NATO tagja. Az Európai Unió tagja. |
| 21. | Izrael                    | 1977. június 20.                                   | |
| 22. | Németország               | 1978. január 2.                                    | A NATO tagja. Az Európai Unió tagja. |
| 23. | Líbia                     | 1978. március 16.                                  | Az Afrikai Unió tagja. Az OIC tagja. Az Arab Liga tagja.                                                                                               |
| 24. | Chile                     | 1979. október 1.                                   | |
| 25. | Spanyolország             | 1979. november 16.                                 | A NATO tagja. Az Európai Unió tagja. |
| 26. | Salamon-szigetek          | 1980. július 7.                                    | A Nemzetközösség tagja. A Csendes-óceáni Fórum tagja. A Csendes-óceáni Közösség tagja.                                                                 |
| 27. | Vanuatu                   | 1980. július 7.                                    | A Nemzetközösség tagja. A Csendes-óceáni Fórum tagja. A Csendes-óceáni Közösség tagja.                                                                 |
| 28. | Pápua Új-Guinea           | 1980. augusztus 27.                                | A Nemzetközösség tagja. A Csendes-óceáni Fórum tagja. A Csendes-óceáni Közösség tagja.                                                                 |
| 29. | Fülöp-szigetek            | 1981. július 1.                                    | |
| 30. | Olaszország               | 1981. november 26.                                 | A NATO tagja. Az Európai Unió tagja. |
| 31. | Malajzia                  | 1982. augusztus 4.                                 | Az OIC tagja. A Nemzetközösség tagja. |
| 32. | Srí Lanka                 | 1984. január 10.                                   | A Nemzetközösség tagja. |
| 33. | Peru                      | 1984. január 20.                                   | |
| 34. | Görögország               | 1985. július 5.                                    | A NATO tagja. Az Európai Unió tagja. |
| 35. | Svájc                     | 1985. szeptember 13.                               | |
| 36. | Dánia                     | diplomáciai kapcsolat, ismeretlen időpontban kötve | A NATO tagja. Az Európai Unió tagja. |
| 37. | Norvégia                  | 1988. augusztus 30.                                | A NATO tagja. |
| 38. | Mikronézia                | 1989. augusztus 1.                                 | A Csendes-óceáni Fórum tagja. A Csendes-óceáni Közösség tagja.                                                                                         |
| 39. | Maldív-szigetek           | 1989. augusztus 1.                                 | Az OIC tagja. A Nemzetközösség tagja. |
| 40. | Brunei                    | 1990. május 1.                                     | Az OIC tagja. A Nemzetközösség tagja. |
| 41. | Pakisztán                 | 1992.                                              | Az OIC tagja. A Nemzetközösség tagja. |
| 42. | Szingapúr                 | 1993. augusztus 6.                                 | A Nemzetközösség tagja. |
| 43. | Finnország                | 1993. december 1.                                  | A NATO tagja. Az Európai Unió tagja. |
| 44. | Thaiföld                  | 1994. január 27.                                   | Az OIC megfigyelő státuszú tagja. |
| 45. | Indonézia                 | 1994. május 30.                                    | Az OIC tagja. |
| 46. | Marokkó                   | 1995. január 16.                                   | Az Afrikai Unió tagja. Az OIC tagja. Az Arab Liga tagja.                                                                                               |
| 47. | Szlovénia                 | 1995. december 7.                                  | A NATO tagja. Az Európai Unió tagja. |
| 48. | Kína                      | 1998. november 2.                                  | Az ENSZ Biztonsági Tanácsának állandó tagja. |
| 49. | Dél-afrikai Köztársaság   | 1999. szeptember 1.                                | Az Afrikai Unió tagja. A Nemzetközösség tagja. |
| 50. | Mongólia                  | 2001. április 4.                                   | |
| 51. | Seychelle-szigetek        | 2002. július 12.                                   | Az Afrikai Unió tagja. A Nemzetközösség tagja. |
| 52. | Kuba                      | 2002. július 15.                                   | |
| 53. | Kelet-Timor               | 2002. november 26.                                 | |
| 54. | Szváziföld                | 2003. május 22.                                    | Az Afrikai Unió tagja. A Nemzetközösség tagja. |
| 55. | Málta                     | 2007. május 3.                                     | Az Európai Unió tagja. |
| 56. | Venezuela                 | 2007. május 9.                                     | |
| 57. | Egyesült Arab Emírségek   | 2007. július 13.                                   | Az OIC tagja. Az Arab Liga tagja. |
| 58. | Csehország                | 2007. szeptember 19.                               | A NATO tagja. Az Európai Unió tagja. |
| 59. | Izland                    | 2007. december 14.                                 | A NATO tagja. Az Európai Unió tagjelöltje. |
| 60. | Mexikó                    | 2008. szeptember 26.                               | |
| 61. | Portugália                | 2008. november 26.                                 | A NATO tagja. Az Európai Unió tagja. |
| 62. | Ciprus                    | 2009. június 22.                                   | Az Európai Unió tagja. |
| 63. | Magyarország              | 2011. szeptember 23.                               | A NATO tagja. Az Európai Unió tagja. |
| 64. | Brazília                  | 2011. december 21.                                 | Az OIC megfigyelő státuszú tagja. |
| 65. | Szerbia                   | 2013. február 22.                                  | Az Európai Unió tagjelöltje. |
| 66. | Grúzia                    | 2015. február 18.                                  | |
| 67. | Észtország                | 2015. március 12.                                  | A NATO tagja. Az Európai Unió tagja. |
| 68. | Kazahsztán                | 2015. március 17.                                  | Az OIC tagja. |
| 69. | Lengyelország             | 2016. augusztus 29.                                | A NATO tagja. Az Európai Unió tagja. |
| 70. | Lettország                | 2020. október 28.                                  | A NATO tagja. Az Európai Unió tagja. |
| 71. | Szaúd-Arábia              | 2020. december 14.                                 | Az OIC tagja. Az Arab Liga tagja. |
| 72. | Írország                  | 2021. július 27.                                   | Az Európai Unió tagja. |
| 73. | Kuvait                    | 2021. szeptember 2.                                | Az OIC tagja. Az Arab Liga tagja. |
| 74. | Bahrein                   | 2022. szeptember 19.                               | Az OIC tagja. Az Arab Liga tagja. |
| 75. | Marshall-szigetek         | 2022. szeptember 21.                               | A Csendes-óceáni Fórum tagja. A Csendes-óceáni Közösség tagja.                                                                                         |
| 76. | Kirgizisztán              | 2022. december 7.                                  | Az OIC tagja. |
| 77. | Bosznia-Hercegovina       | 2023. február 9.                                   | Az OIC megfigyelő státuszú tagja. |
| 78. | Tádzsikisztán             | 2023. február 10.                                  | Az OIC tagja. |
| 79. | Türkmenisztán             | 2023. február 10.                                  | Az OIC tagja. |
| 80. | Ruanda                    | 2023. március 22.                                  | Az Afrikai Unió tagja. A Nemzetközösség tagja. |
| 81. | Románia                   | 2023. április 10.                                  | A NATO tagja. Az Európai Unió tagja. |
| 82. | Vietnám                   | 2023. szeptember 21.                               | |
| 83. | Ausztria                  | 2024. február 16.                                  | Az Európai Unió tagja. |
| 84. | Katar                     | 2024. február 17.                                  | Az OIC tagja. Az Arab Liga tagja. |
| 85. | Nicaragua                 | 2024. február 28.                                  | |
| 86. | Dominikai Köztársaság     | 2024. február 29.                                  | |
| 87. | Nepál                     | 2024. március 1.                                   | |
| 88. | Omán                      | 2024. március 14.                                  | Az OIC tagja. Az Arab Liga tagja. |
| 88. | Uruguay                   | 2024. március 14.                                  | |
| 89. | Uganda                    | 2024. április 15.                                  | Az Afrikai Unió tagja. A Nemzetközösség tagja. |
| 90. | Litvánia                  | 2024. szeptember 23.                               | A NATO tagja. Az Európai Unió tagja. |
| 91. | Dominikai Közösség        | 2024. október 25.                                  | A Nemzetközösség tagja. |
| 92. | San Marino                | 2025. február 25.                                  | |

### Nem ENSZ tagállam országok (3)
|    | Állam         | Diplomáciai kapcsolat felvételének dátuma | Megjegyzések                                                   |
| -- | ------------- | ----------------------------------------- | -------------------------------------------------------------- |
| 1. | Vatikán       | 1994. augusztus 24.                       |                                                                |
| -  | Európai Unió  | 2001.                                     |                                                                |
| 2. | Cook-szigetek | 2014. november 18.                        | A Csendes-óceáni Fórum tagja. A Csendes-óceáni Közösség tagja. |
| 3. | Koszovó       | 2024. április 17.                         |                                                                |

### Korábbi diplomáciai kapcsolatok
|    | Állam  | Diplomáciai kapcsolat felvételének dátuma | Diplomáciai kapcsolat felfüggesztésének dátuma | Megjegyzések                                                                                              |
| -- | ------ | ----------------------------------------- | ---------------------------------------------- | --- |
| 1. | Tajvan | 1971. november 16.                        | 1998. október 30.                              | Amint Tonga diplomáciai kapcsolatba lépett Kínával, megszakította a diplomáciai kapcsolatot az országgal. |

## Nemzetközi szervezetek
| ENSZ           | Tonga 1999. szeptember 14-én, 29 évvel a függetlenség elnyerése után csatlakozott az ENSZ-hez. Az országnak már voltak diplomáciai kapcsolatai a csatlakozás előtt is, azóta viszont folyamatosan építi diplomáciai kapcsolatait tovább. Mindazonáltal nem valamennyi ENSZ tagállam ország ismerte el a függetlenséget azonnal, jelenleg még 86 ENSZ tagállam nem ismerte el hivatalosan a függetlenséget és nem lépett diplomáciai kapcsolatba az országgal. Főleg az afrikai és a karibi téréségben van sok ország, amelyekkel még vette fel az állam a diplomáciai kapcsolatot, de Ázsiában és Európában is sok országgal szintén nem létesült még hivatalos diplomáciai kapcsolat. Tonga diplomáciai kapcsolatok kiépítése terén saját térségében, Óceániában aktív különösen, itt Palau és Niue kivételével valamennyi állammal diplomáciai kapcsolatban áll már. · Tagállamok (191 / 92) Megfigyelők (3 / 1) |  |
| EU             | Tonga tagja az ACP-országoknak, melyek együttműködési megállapodást kötöttek az Európai Unióval. Tonga folyamatosan létesít külön-külön is diplomáciai kapcsolatot a tagországokkal. Az Európai Unió 27 tagállamából eddig három tagországgal nem áll fent diplomáciai kapcsolat, amelyek Szlovákia, Bulgária és Horvátország . A közösség hét hivatalos tagjelölt államából három állammal, ( Albánia, Montenegró és Észak-Macedónia) nincs fennálló diplomáciai kapcsolata Tongának. · Tagállamok (27 / 24) Tagjelöltek (7 / 4) |  |
| Nemzetközösség | Tonga 1970-ben csatlakozott a Nemzetközösséghez, azóta folyamatosan építi diplomáciai kapcsolatait. Mindazonáltal nem valamennyi tagállam ország ismerte el a függetlenséget azonnal, jelenleg még 28 nemzetközösségi tagállam nem ismerte el hivatalosan a függetlenséget és nem lépett diplomáciai kapcsolatba az országgal. Főleg az afrikai és a karibi téréségben van sok ország, amelyekkel még vette fel az állam a diplomáciai kapcsolatot. A Nemzetközösség következő országaival nem áll fent diplomáciai kapcsolat : Gambia, Sierra Leone, Ghána, Togo, Nigéria, Kamerun, Gabon. Kenya, Tanzánia, Zambia, Malawi, Mozambik, Namíbia, Botswana, Lesotho, Mauritius, Belize, Bahama-szigetek, Jamaica, Antigua és Barbuda, Saint Kitts és Nevis, Saint Lucia, Saint Vincent és a Grenadine-szigetek, Grenada, Barbados, Trinidad és Tobago, Guyana · Tagállamok (54 / 30)                                 |  |
| Afrikai Unió   | Az Afrikai Unió nem alakított ki egységes álláspontot az elismerés kérdésében, az egyes tagállamok maguk döntenek a kapcsolatfelvétel mellett. Kontinentális szinten a diplomáciai kapcsolatok felvétele terén Afrika áll az utolsó helyen. Az Afrikai Unió tagállamai közül csak a Dél-afrikai Köztársasággal, Líbiával, Marokkóval, a Seychelle-szigetekkel, Szvázifülddel. Ruandával és Ugandával létesült diplomáciai kapcsolat. Tagállamok (54 / 6) |  |
| Arab Liga      | Az Arab Liga nem alakított ki egységes álláspontot az elismerés kérdésében, az egyes tagállamok maguk döntenek a kapcsolatfelvétel mellett. Tagállamok (22 / 6) Megfigyelők (4 / 2) |  |
| OIC            | Iszlám Konferencia Szervezete nem alakított ki egységes álláspontot az elismerés kérdésében, az egyes tagállamok maguk döntenek a kapcsolatfelvétel mellett. Tagállamok (57 / 16) Megfigyelők (6 / 3) |  |

## Tagság nemzetközi szervezetekben
Szamoa a következő nemzetközi szervezetek tagja:
- Nemzetközösség, FAO, ICAO, Nemzetközi Büntetőbíróság, , Nemzetközi Olimpiai Bizottság, Vegyifegyver-tilalmi Szervezet, Csendes-óceáni Fórum, Csendes-óceáni Közösség, UNESCO, Egészségügyi Világszervezet, Meteorológiai Világszervezet
- továbbá tagja illetve aláírója: ACP-országok (cotonoui megállapodás), riói egyezmény, genfi egyezmények, az ENSZ éghajlatváltozási keretegyezménye és a kiotói jegyzőkönyv